# Sigma (cząstka)
Cząstka Sigma (Σ) – hiperon. Dziwność = -1. Występuje w trzech odmianach:
- Σ0 ładunek elektryczny 0, (kwarki usd, ściślej {\displaystyle {\frac {1}{\sqrt {2}}}(ud+du)s}), masa spoczynkowa 1192,64 MeV
- Σ- ładunek -1 (dds), 1197,45 MeV
- Σ+ ładunek +1 (uus), 1189,37 MeV

Każdej cząstce sigma odpowiada antycząstka.

## Rozpady
Głównie
- {\displaystyle \Sigma ^{+}\rightarrow p\pi ^{0}} – ok. 52%
- {\displaystyle \Sigma ^{+}\rightarrow n\pi ^{+}} – ok. 48%
- {\displaystyle \Sigma ^{0}\rightarrow \Lambda \gamma }
- {\displaystyle \Sigma ^{-}\rightarrow n\pi ^{-}}